# Усі завтрашні вечірки (фільм, 2003)
«Усі завтрашні вечірки; Усі вечірки завтрашнього дня» — китайський науково-фантастичний фільм 2003 року режисера Ю Лік-вая. Він був показаний у розділі «Особливий погляд» на Каннському кінофестивалі 2003 року.

## Про фільм
У майбутньому столітті, після апокаліпсису, династія Гуй Дао контролює континентальну Азію. Чжуай і його молодший брат Міан потрапляють у полон і направлені в «табір Процвітання» для перевиховання.
Вони виявляють, що метою табору є промивання мізків пропагандою. Через п'ять років відбулася зміна уряду, і вони знову на волі.
Чжуай закохується в красуню Сюелан, і вони їдуть в старе покинуте промислове місто та намагаються заново відкрити маленькі радощі життя.

## Знімались
| Актор      | Роль   |
| ---------- | ------ |
| Чо Йон Вон | Сюелан |
| Дяо Інань  | Сяо    |
| На Рен     | Ланлан |